# Бергквист, Сандра
Сандра Ида Кристина Бергквист (фин. Sandra Ida Christina Bergqvist; род. 14 апреля 1980, Нагу, Турку-Пори) — финский политический и государственный деятель. Заместитель председателя Шведской народной партии. Депутат эдускунты с 2019 года. В прошлом — министр физкультуры, спорта и молодёжи Финляндии (2023—2025).

## Биография
Родилась 14 апреля 1980 года в городе Нагу (Науво, ныне Парайнен) на острове Стурландет (Науво-Нагу) в Архипелаговом море.
В 1997 году окончила Народный университет Вестра-Нюланн (Västra Nylands folkhögskola) в Карьяа, где получила профессию воспитательницы семейного детского сада, прошла базовый курс медицинской сестры общей практики (семейной медсестры) и курс повышения квалификации сиделки по уходу за пожилыми людьми.
В 2000 году окончила шведскую гимназию Паргаса (Парайнена). По стипендии Nordplus Совета министров северных стран в 2003 году окончила Университет Осло. В 2005 году окончила шведскоязычную Академию Або в Або (Турку), получила степень магистра политологии в области государственного управления.
По профессии — сельскохозяйственный предприниматель.
В 2005—2008 годах была политическим секретарём отделения Шведской народной партии в регионе Або.
Работала в Шведской ассамблее в Финляндии (Folktinget) (2008), в отделе молодёжи Министерства образования и культуры Финляндии (2008—2011), координатором проекта в Академии Або (2011—2013), экспертом и руководителем шведскоязычной команды в Ассоциации местных и региональных органов управления (SKL) (2013—2019). Была членом правления Шведского фонда культуры.
Является членом делегации Фонда Академии Або, активисткой ассоциации деревни Кирьяйс.
4 мая 2019 года на сессии в Мариехамне избрана спикером Шведской ассамблеи в Финляндии (Folktinget), сменила Томаса Блумквиста, назначенного министром по делам Северной Европы и равноправия Финляндии. Ушла с должности после назначения в правительство. Новым спикером 13 мая 2023 года на сессии в Сейняйоки избран Хенрик Викстрём.

## Политическая карьера
Была председателем городского совета Паргаса (Парайнена). По результатам муниципальных выборов 2021 года переизбрана в городской совет Паргаса (Парайнена).
По результатам парламентских выборов 2019 года избрана депутатом эдускунты в округе Варсинайс-Суоми, набрав 2983 голоса. Была заместителем председателя Юридического комитета, членом Комитета по транспорту и связи и членом Финансового комитета (2023).
Является заместителем председателя Шведской народной партии с 2017 года. В 2019—2023 годах была вторым заместителем парламентской фракции. В 2019—2023 годах являлась председателем Консультативного совета архипелага (Saaristoasiain neuvottelukunta, SANK).
20 июня 2023 года назначена министром физкультуры, спорта и молодёжи Финляндии в правительстве под руководством премьер-министра Петтери Орпо. Во время правительственных переговоров в июне 2023 года было решено, что Шведская народная партия и «Христианские демократы» поделят министерский пост. 13 июня 2025 года министерский портфель перешёл к Мике Поутале.

## Личная жизнь
Живёт в Парайнене. Состоит в сожительстве и является матерью троих детей.